# 쓰스미촌 (나가노현)
쓰스미촌(都住村)은 나가노현 가미타카이군에 있던 촌이다. 현재의 오부세정에 해당한다.

## 역사
- 1889년 4월 1일 - 정촌제 시행에 의해 3개 촌의 구역을 확장해 성립하였다.
- 1954년 11월 1일 - 오부세정과 합병해, 새로운 오부세정이 성립하여, 동일 쓰스미촌은 폐지되었다.

## 참고문헌
- 角川日本地名大辞典 20 長野県